# Elymnias hagias
Elymnias hagias är en fjärilsart som beskrevs av Hans Fruhstorfer 1914. Elymnias hagias ingår i släktet Elymnias och familjen praktfjärilar. Inga underarter finns listade i Catalogue of Life.